# Краснићи
Краснићи (алб. Krasniqi), једно од гегијских племена настањених на Косову и Метохији и сјеверној Албанији у подручју око Проклетија и на обали ријеке Валбоне па све до њеног ушћа у Дрим (Дрин). Као предак спомиње се извјесни Красо, који је имао још четири брата, према чему би им први рођаци требало да буду Хоти, црногорско племе Озринићи и брђанска племена Пипери и Васојевићи. Познати припадници овог племена су албански етнолог Марк Краснићи и некадашњи предсједник Скупштине самопроглашене Републике Косово Јакуп Краснићи. Крсна слава овог поарбанашеног, некада српског племена, је по Ивану Јастребову била Свети Никола. Исти аутор наводи да је до његовог времена у Малесији утицаја имао Бинак Алија из краснићког племена. Без њега се није рјешавало ниједно питање које се тицало свих фисова Малесије (Алтина - које носи име од Латина, романизованих Влаха). Јастребов племенско име Краснићи доводи у вези са рушевинама Ћутета (Кјутет?) гдје се спајају ријеке Валбона и Буштерица. Тај град се у римско доба по свој прилици звао Боно, а Срби су га превели рјечју Красни. По томе, Јастребову је сасвим природно да је име Краснићи настало у говору Срба од града Красни. Код Ђутета је село Краснић поред којег је била црква, код ријеке Валбоне. Племе Никај (Доњи Дукађин (Доњи Пилот)) се доселило из Краснића. У Никају су сачуване рушевине мањих цркава на врху планина. Бискуп Берише је Јастребову рекао да су то трагови давно ишчезлог шизматичког (православног) монаштва.